# Axel Otto Mörner

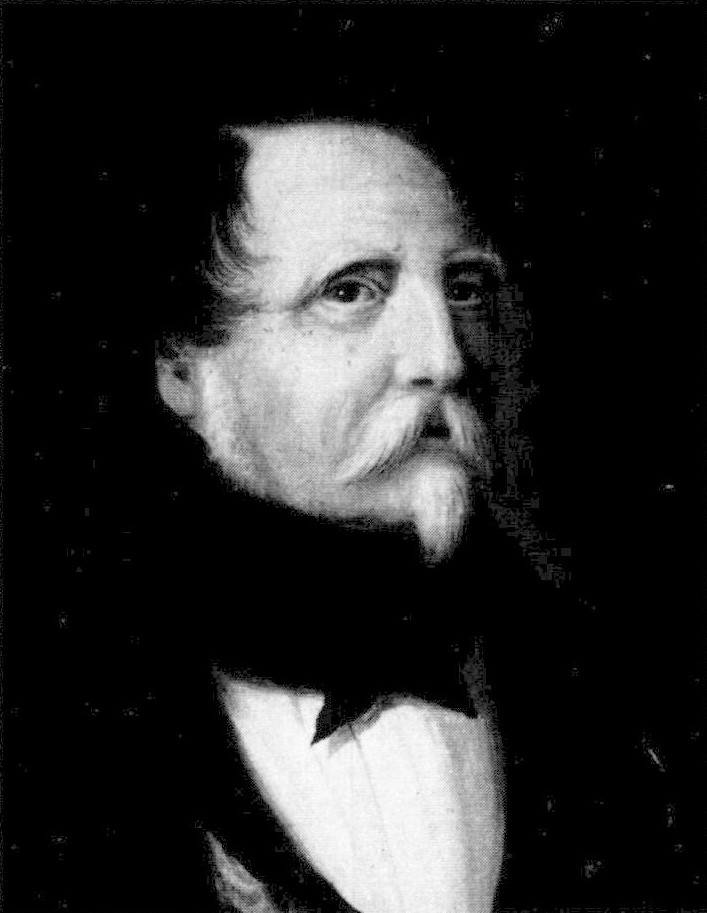
Axel Otto Mörner

Axel Otto Graf Mörner (* 11. Juli 1774 in Oby, Schweden; † 20. Oktober 1852 in Eksjö, Schweden) war ein schwedischer Maler, General und Kriegsminister.

## Leben

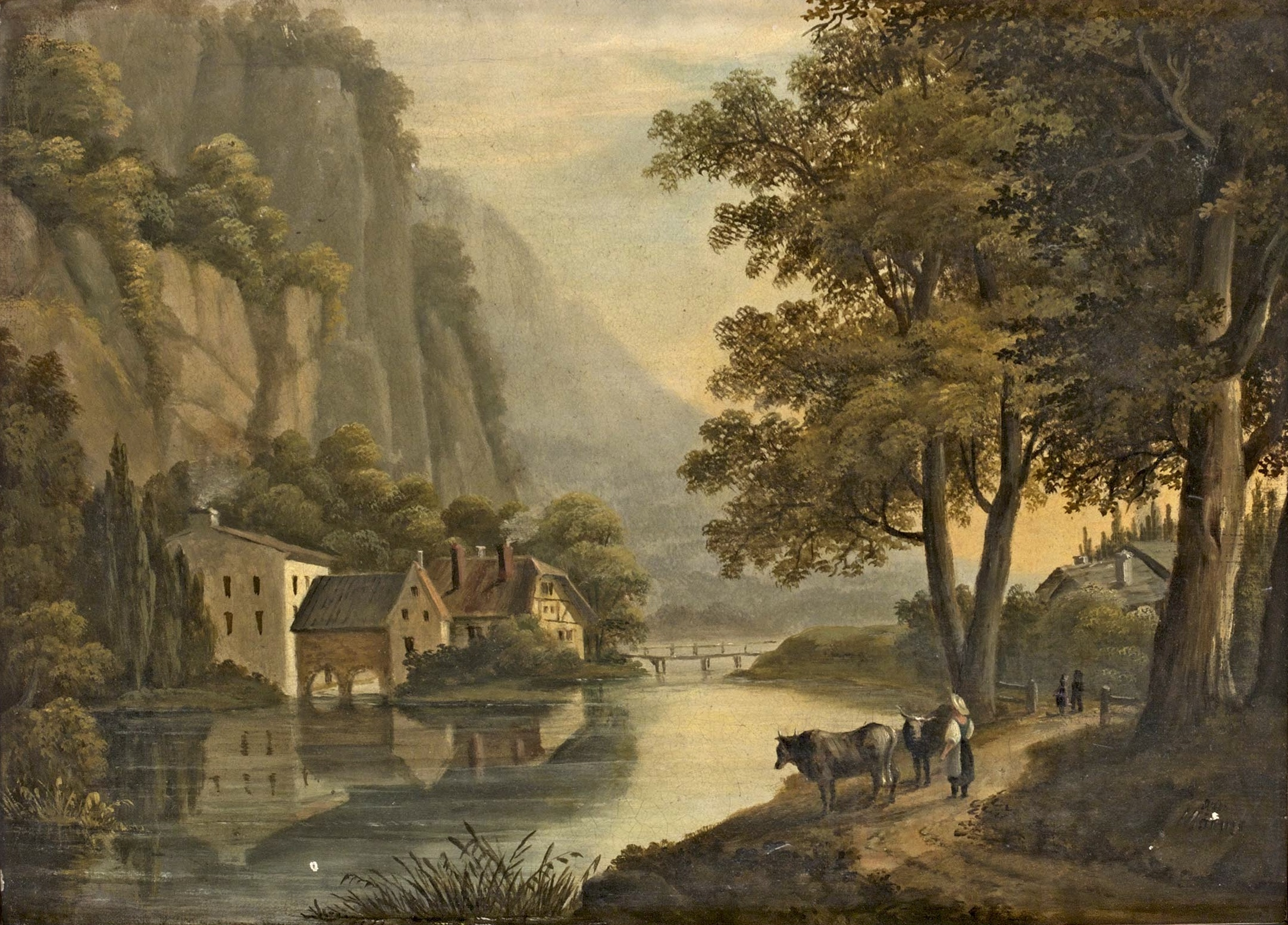
Mörner: Flusslandschaft im Gebirge

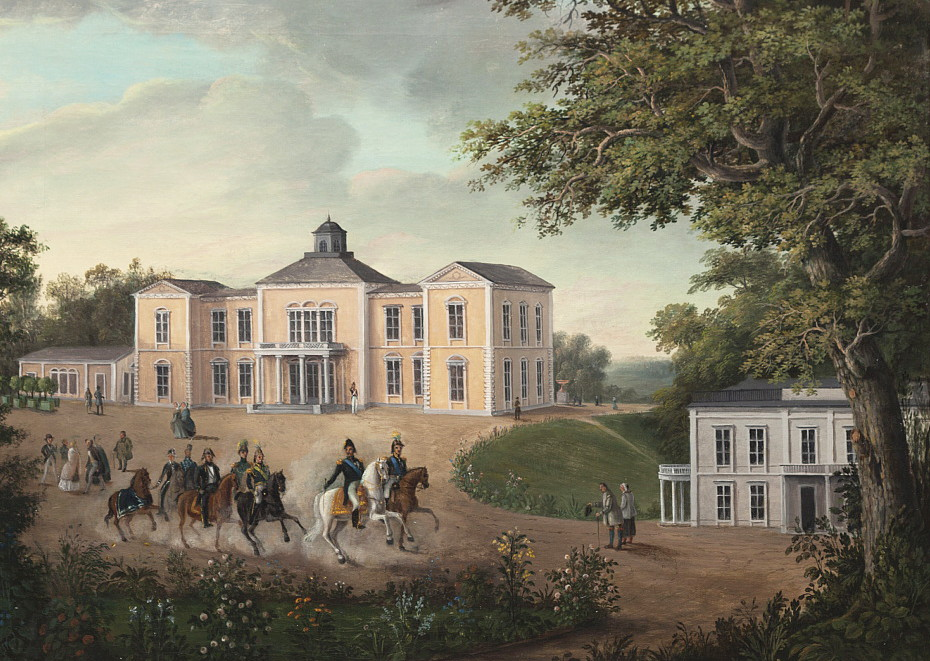
Rosendals slott (1840er Jahre)

Graf Mörner entstammte dem schwedischen Zweig des deutschen Adelsgeschlechts Mörner. Er wurde 1797 von der Stockholmer Akademie mit der Première-Medaille für Malerei ausgezeichnet. 1799 studierte er Malerei an der Akademie der bildenden Künste Wien bei Heinrich Friedrich Füger und Johann Baptist von Lampi. 1801 wurde er als Mitglied in die Maler- und Bildhauerakademie in Stockholm aufgenommen, die ihn 1831 zu ihrem Ehrenmitglied ernannte. Neben der Malerei versuchte er sich als Autodidakt auch in der Schabkunst.
Die militärische Karriere Mörners begann 1810 mit seiner Ernennung zum Adjutanten von König Karl XIII. von Schweden. 1818 wurde er Generalmajor der Kavallerie. Er stieg bis zum Generalleutnant (1837) auf und war von 1840 bis 1843 gegen Ende der Regierungszeit von König Karl XIV. Johann (Bernadotte) schwedischer Kriegsminister.
Bilder aus der Hand Mörners befinden sich in den staatlichen Stockholmer Sammlungen und auf Schloss Gripsholm.
Sein Neffe Hjalmar Graf Mörner (1794–1837) wurde wie er Offizier und Maler; er machte sich auch als Zeichner und Radierer bekannt.

## Auszeichnungen
- 1809: Ritter des Schwertordens
- 11. Februar 1814: Orden Pour le Mérite
- 1815: Kommandeur des Schwertordens
- 18. September 1838: Ritter des Orden des Weißen Adlers
- 12. Juni 1838: Alexander-Newski-Orden